# 할레 관현악단

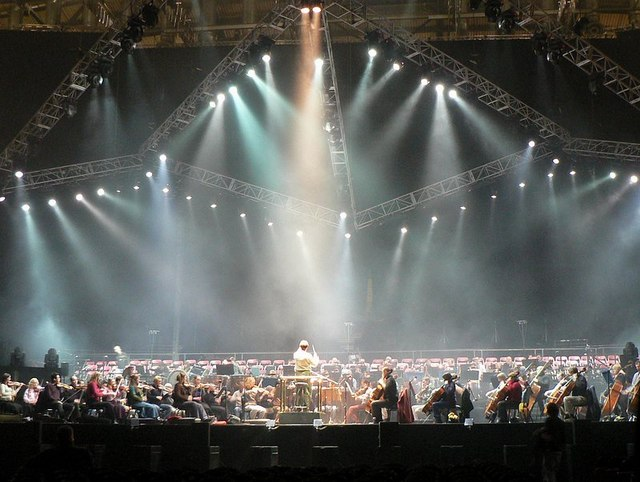

할레 관현악단(Hallé Orchestra)은 맨체스터를 거점으로 활동하는 영국의 관현악단이다. 영국에서는 더 할레(The Hallé)라고 부르고 있으며, 이것이 공식 명칭이 되어 있지만 많은 해외 국가들에서는 할레 관현악단이라는 명칭을 아직 더 많이 쓰고 있다.

## 역사
1857년에 독일 태생의 지휘자 겸 피아니스트였던 찰스 할레가 맨체스터에서 열린 예술 전시회의 임시 악단으로 창단한 것이 시초이며, 전시회 종료 후 상설 관현악단으로 유지하기로 하고 1858년 1월 30일에 공식적인 창단 연주회를 개최했다. 동시에 할레가 초대 상임 지휘자로 부임했고, 1895년에 타계할 때까지 재임하면서 악단 발전의 기초를 닦았다.
할레 타계 후에는 프레데릭 코웬이 자리를 이어받았으며, 1899년에는 독일 출신의 명지휘자 한스 리히터를 초빙했다. 리히터는 독일계 레퍼토리의 적극적인 취급 외에도 엘가의 교향곡 제1번을 초연하는 등 동시대 영국 음악의 소개와 보급에도 힘썼다. 리히터 사임 후에는 역시 독일인이었던 미하엘 발링이 상임 지휘자로 취임했으나, 1914년에 1차 세계대전 발발과 함께 적성국인이라는 이유로 사임해야 했다.
발링의 후임으로는 토머스 비첨이 음악 고문 자격으로 임명되었으나, 전쟁으로 인해 맨체스터의 경제가 장기간 불황을 겪게 되면서 악단의 연주 횟수가 점차 줄어들기 시작했고 연주력도 하향세를 보이게 되었다. 1920년에 해밀턴 하티가 상임 지휘자로 취임해 본격적인 악단 재건을 시작했으나, 1934년에 하티가 사임하면서 다시 답보 상태가 되었다. 1939년에는 말콤 사전트가 수석 지휘자 직책으로 취임했으나, 2차 세계대전으로 인해 다시 심각한 재정난에 직면하게 되었고 한때 악단 규모를 실내 관현악단 수준으로 급격히 줄여 운영하는 비상 체제를 취하기도 했다.
1943년에 미국에서 활동하던 존 바비롤리가 귀국해 상임 지휘자를 맡으면서 다시 재건 계획이 시작되었으며, 폭격으로 파괴된 공연장 대신 서커스 공연장을 사용하는 등의 열악한 환경에도 불구하고 점차 실력과 수준이 향상되었다. 1940년대 후반부터는 맨체스터 외에 런던에서도 정기적으로 공연하기 시작했으며, HMV(현 EMI)와 녹음 계약을 맺고 엘가나 본 윌리엄스, 아놀드 박스 등의 관현악 작품들을 녹음했다.
1950년대에 HMV가 필하모니아 오케스트라를 중심으로 관현악 녹음 작업을 진행한다고 통고하자, 바비롤리는 신생 음반사인 파이(Pye)로 소속을 옮겨 바로크에서 동시대 작품에 이르는 방대한 양의 레퍼토리를 녹음했다. 본 윌리엄스의 교향곡 제7번과 제8번 등 신작들의 초연도 맡았으며, 1962년에 EMI와 재계약이 성립된 뒤에는 시벨리우스의 번호 붙은 교향곡 전집(1-7번) 등을 녹음했다.
바비롤리가 1970년에 심장 발작으로 타계한 뒤에는 약 2년 간의 공백기를 두었고, 1972년에 제임스 로프런이 상임 지휘자로 부임했다. 로프런은 1983년까지 재임했고, 후임으로 스타니스와프 스크로바체프스키와 켄트 나가노가 차례로 상임 지휘자를 맡았다. 그러나 나가노는 악단과 출연료 인상 문제로 잦은 말썽을 빚었고, 악단 경영진 측에서는 자금난을 타개하기 위해 단원들의 임금을 동결하고 악단 규모를 축소하는 등 비상 조치를 단행하기도 했다. 2000년에는 마크 엘더가 자리를 이어받아 현재까지 재임 중이다. 이외에 2005년부터 수석 객원 지휘자로 루마니아 출신인 크리스티안 만데알이 활동하고 있고, 부지휘자는 로리 맥도날드가 맡고 있다.

## 주요 활동
공연장은 창단 당시부터 프리 트레이드 홀을 사용하고 있었고, 2차 세계대전 중 폭격으로 전소된 뒤에는 위에 서술한 대로 서커스 공연장인 '벨뷰(Belle Vue)' 나 딘즈게이트 홀 등을 임시 공연장으로 사용하기도 했다. 1951년에 프리 트레이드 홀이 재개관하면서 다시 상주 악단으로 들어가 1990년대까지 이용했으나, 1996년에 프리 트레이드 홀의 철거와 용도 변경이 발표되고 신축 공연장인 브리지워터 홀이 완공되자 옮겨가 현재까지 활동하고 있다.
맨체스터 외에도 브래드퍼드와 셰필드, 노팅엄 등 주변 도시들에서도 공연하고 있으며, 부속 단체로는 창단과 동시에 결성된 할레 합창단(Hallé Choir)을 비롯해 할레 청소년 관현악단(Hallé Youth Orchestra)과 할레 청소년 합창단(Hallé Youth Choir)이 활동하고 있다. 최근에는 팝스 콘서트나 패밀리 콘서트 등을 도입하는 등 청중 확보에 주력하고 있다.
녹음은 바비롤리 시대에 대량으로 취입했고, 해외에도 음반들이 소개되면서 지방 악단의 한계를 돌파하는 데 큰 역할을 했다. 최근에는 BBC 방송 자료실의 음원들을 바탕으로 BBC 레전즈에서 미발표 음원들이 계속 발굴되어 음반화되고 있다. 바비롤리의 후임인 로프런도 브람스의 교향곡 전곡을 비롯한 녹음을 남겼으며, 나가노는 전속사인 버진 클래식스에서 음반 작업을 했다.
엘더가 상임 지휘자로 임명된 뒤에는 기존 음반사들의 미온적인 반응을 타개하기 위해 악단 자체 음반사를 설립했으며, 이후 대부분의 음반들은 자주 제작 형식으로 출반되고 있다. 최신 음반들은 대부분 엘더 지휘의 신녹음들이 많지만, 스크로바체프스키 등 녹음이 뜸했던 지휘자들의 실황 음원 등 희귀 자료도 포함되어 주목을 받고 있다.

## 역대 상임 지휘자
- 찰스 할레 (1858-1895)
- 프레데릭 코웬 (1895-1899)
- 한스 리히터 (1899-1911)
- 미하엘 발링 (1912-1914)
- 토머스 비첨 (1915-1920. 음악 고문)
- 해밀턴 하티 (1920-1934)
- 말콤 사전트 (1939-1942. 수석 지휘자)
- 존 바비롤리 (1943-1970. 1968-1970 계관 지휘자)
- 제임스 로프런 (1972-1983)
- 스타니스와프 스크로바체프스키 (1983-1992)
- 켄트 나가노 (1992-1999)
- 마크 엘더 (2000-)